# Șapte insule din Bombay

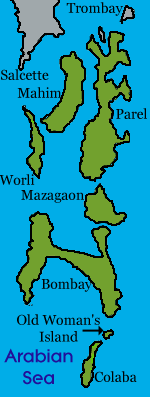
Insulele Bombay-ului / Mumbai-ului, la origine

Șapte insule din Bombay sunt acele insule care s-au reunit în secolul al XIX-lea pentru a forma orașul Bombay, azi cunoscut sub numele de Mumbay, din India:
1. Insula Bombay
2. Colaba
3. Colaba Mică (în engleză Old Woman's Island)
4. Mahim
5. Mazagaon
6. Parel
7. Worli

Insulele vecine Trombay și Salsette aparțin și ele de Marele Bombay.
În Golful Bombay au mai rămas insulele următoare:
- Insula Elephanta (Gharapuri)
- Butcher Island
- Bateria de Coastă (în engleză: Middle Ground Coastal Battery)
- Stânca Stridiei (în engleză: Oyster Rock)
- East Ground

## Istorie
În Antichitate cele șapte insule, care, mai târziu, în secolul al XIX-lea, au format la început orașul Bombay au fost descrise de Ptolomeu cu denumirea de Heptanesia: „Șapte insule”.